# Jorge Sotomayor Tello
Jorge Manuel Sotomayor Tello (* 25. März 1942 in Lima, Peru; † 1. Juli 2022 in Rio de Janeiro) war ein brasilianischer Mathematiker und Hochschullehrer, der am 4. August 1994 Mitglied der Brasilianischen Akademie der Wissenschaften ABC (Academia Brasileira de Ciências) wurde.

## Leben
Jorge Manuel Sotomayor Tello, Sohn des Buchhalters Alfonso Sotomayor Ibarra und der Hausfrau Clara Rosa Tello de Sotomayor, wuchs in Peru auf und besuchte dort zunächst das Colégio América in Callao, das Colégio Leoncio Prado in Huánuco sowie das Colégio Nacional 2 de Mayo in Callao. 1959 begann er ein Mathematikstudium an der Universidad Nacional Mayor de San Marcos (UNMSM) in Lima, welches er 1962 mit einem Bachelor (B.A. Mathematics) beendete. Nach einer Empfehlung seiner dortigen Professoren wurde er mit Unterstützung des brasilianischen Mathematikers Maurício Peixoto als Praktikant am Nationalinstitut der reinen und angewandten Mathematik IMPA (Instituto de Matemática Pura e Aplicada) in Rio de Janeiro aufgenommen, wo er 1964 seine Promotion mit der Dissertation Estabilidade Estrutural de Primeira Ordem e Variedades de Banach abschloss, in der er sich mit Strukturstabilität erster Ordnung und Banach-Sorten befasste. Nachdem er zwischen 1965 und 1969 als Lektor an Universitäten in Peru und den USA unterrichtete, wurde er 1969 Forschungswissenschaftler am IMPA. Daneben fungierte er zwischen 1971 und 1973 als Generalsekretär der Brasilianischen Mathematischen Gesellschaft (Sociedade Brasileira de Matemática) und erhielt 1983 ein Guggenheim-Stipendium für Mathematik.
1993 übernahm Sotomayor Tello eine Professur am Institut für Mathematik und Statistik IME (Instituto de Matemática e Estatística) sowie am Institut für Mathematische und Computerwissenschaften ICMC (Instituto de Ciências Matemáticas e de Computação) der Universidade de São Paulo (USP) und lehrte dort bis zu seiner Emeritierung. Während seiner Tätigkeit betreute er mehrere Doktoranden. In seiner Lehr- und Forschungsarbeit befasste er sich mit gewöhnlichen Differentialgleichungen, insbesondere mit Linien der Hauptkrümmung und Nabelpunkte, Bifurkationen sowie der Qualitativen Theorie von Differentialgleichungen. Für seine Verdienste wurde er am 4. August 1994 Mitglied der Brasilianischen Akademie der Wissenschaften ABC (Academia Brasileira de Ciências). Ferner wurde ihm der Ordem Nacional do Mérito Científico verliehen. Er war von August 2012 bis Juli 2014 außerdem Gastprofessor an der Universidade Federal de Itajubá (UNIFEI).

## Veröffentlichungen
Jorge Sotomayor Tello verfasste neben Artikeln zahlreiche mathematische Fachbücher, die als Monografien oder mit anderen Autoren überwiegend vom Instituto de Matemática Pura e Aplicada (IMPA) herausgegeben wurden, aber auch eine Biografie mit Essays über den französischen Mathematiker, theoretischen Physiker, theoretischen Astronomen und Philosophen Henri Poincaré. Zu seinen Werken gehören:
- Generic One-parameter Families of Vector Fields on Two-dimensional Manifolds, Mitautoren Orlando E. Villamayor, H. Rosenfeld, Ḥayim Rozenberg, D. Weil, Institut des hautes études scientifiques 1973
- Singularidades de aplicações diferenciáveis, IMPA 1976
- Licoes de equacoes diferenciais ordinarias, IMPA 1979
- Curvas definidas por equações diferenciais no plano, IMPA 1981
- Stable vector fields on manifolds with simple singularities, Mitautor Carlos Gutiérrez, IMPA 1981
- Quadratic vector fields with finitely many periodic orbits, Mitautor R. Paterlini, IMPA 1982
- An approximation theorem for immersions with stable configurations of lines of principle curvature, Mitautor Carlos Gutiérrez, IMPA 1982
- Principal lines on surfaces immersed with constant mean curvature, Mitautor Carlos Gutiérrez, IMPA 1984
- Lines of Curvature and Umbilical Points on Surfaces, Mitautor Carlos Gutierrez, IMPA 1991, ISBN 978-8-5244-0057-5
- Structurally Stable Configurations of Lines of Curvature and Umbilic Points on Surfaces, Mitautoren Claudio Procesi, César Camacho, Carlos Gutierrez, IMPA 1998, ISBN 978-9-9727-5301-5
- Functional Differential Equations and Bifurcation. Proceedings of a Conference, Held at Sao Carlos, Brazil, July 2–7, 1979, Springer-Verlag 2006, ISBN 978-3-5403-9251-4 (Onlineversion (Auszug))
- Um Poeta,um Matemático e um Físico. Três Ensaios Biográficos por Henri Poincaré, EDUSP 2008, ISBN 978-8-5314-1072-7 (Onlineversion (Auszug))
- Differential Equations of Classical Geometry, a Qualitative Theory, Mitautor Ronaldo Garcia, IMPA 2009, ISBN 978-8-5244-0295-1